# John P. Kotter

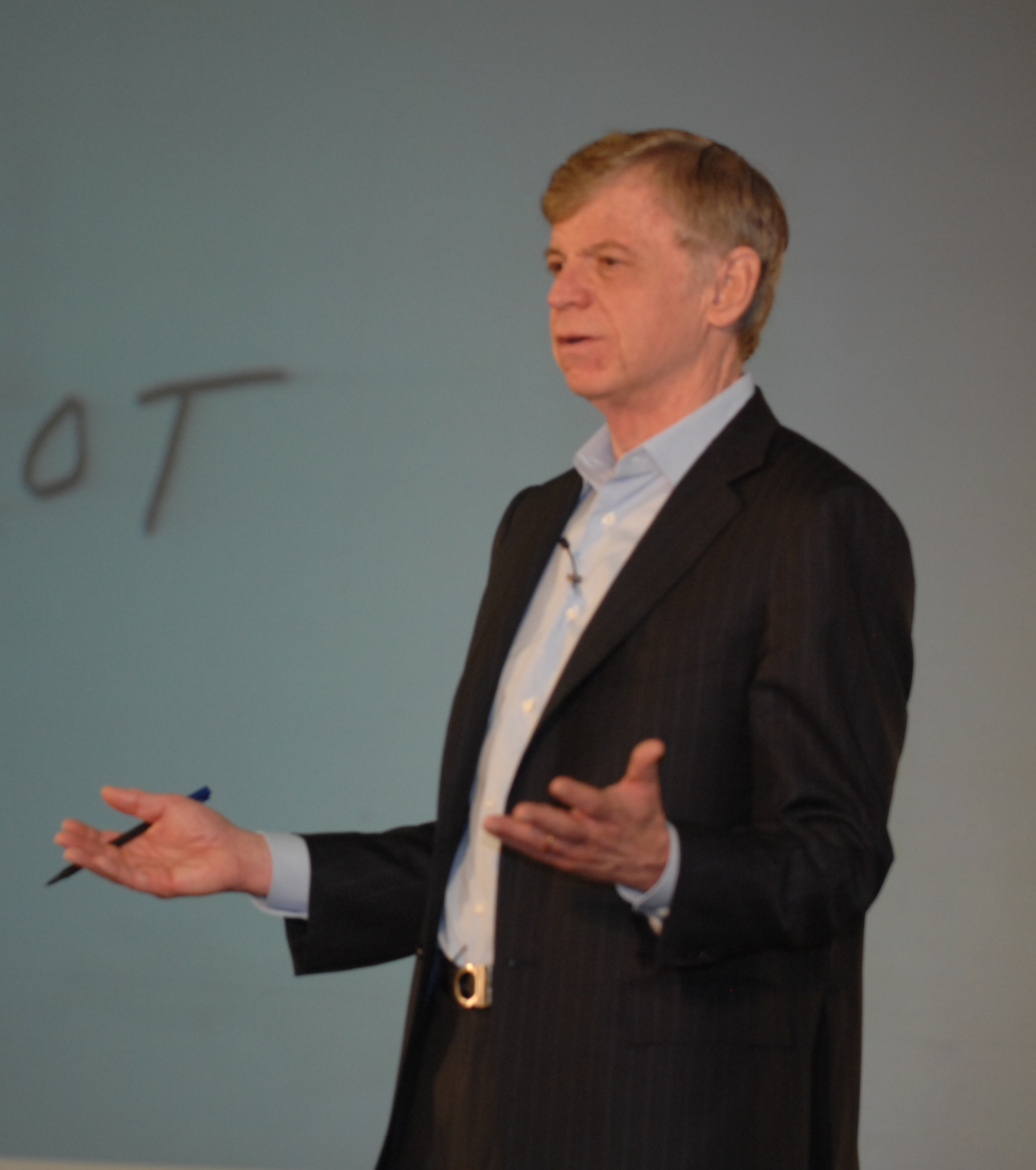
John P. Kotter

John Paul Kotter (* 25. Februar 1947 in San Diego, Kalifornien) ist Professor für Führungsmanagement an der Harvard Business School. Er ist besonders bekannt für seine Arbeiten im Bereich Veränderungsmanagement. Des Weiteren ist er Gründer und Vorsitzender von Kotter International, einer Management-Beratungsgesellschaft in Seattle und Boston.
Kotter studierte am Massachusetts Institute of Technology (MIT), wo er 1968 den Bachelor of Science in Elektrotechnik und Informatik erhielt. Im Jahr 1970 folgte der Master of Science, und im Jahr 1972 promovierte Kotter.
Er führte u. a. die acht Schritte der Organisationsänderung und seine Form der brennenden Plattform ein.

## Privatleben
Kotter lebt in Cambridge (Massachusetts) und Ashland (New Hampshire) mit seiner Frau Nancy Dearman und hat zwei Kinder.

## Werke (Auswahl)
Seine Bücher wurden insgesamt über zwei Millionen Mal verkauft.
- Abschied vom Erbsenzähler. Leadership, a force for change („A force for change“). Econ-Verlag, Düsseldorf 1991, ISBN 3-430-15648-3.
- Chaos, Wandel, Führung („Leading Change“). Econ-Verlag, Düsseldorf 1997, ISBN 3-430-15663-7.
- Erfolgsfaktor Führung. Führungskräfte gewinnen, halten und motivieren; Strategien aus der Harvard Business School („The Leadership Factor“). Campus-Verlag, Frankfurt/M. 1989, ISBN 3-593-34085-2.
- The General Managers. Free Press, New York 1986, ISBN 0-02-918230-1.
- The heart of change. Real-life stories of how people change their organizations. Harvard Business School, Boston, Mass. 2002, ISBN 1-578-51254-9.
- Die Macht im Management („Power in management“). Verlag Moderne Industrie, Landsberg/Lech 1986, ISBN 3-478-54420-3.
- Matsushita. Der erfolgreichste Unternehmer des 20. Jahrhunderts („Matsushita Leadership“). Ueberreuter, Wien 1997, ISBN 3-7064-0345-5.
- Mayors in action. Five approaches to urban governance. Wiley, London 1974, ISBN 0-471-50540-4.
- Die neuen Spielregeln für die Karrieren. Erfolg in der Zeit nach den Großkonzernen („The New Rules“). Ueberreuter, Wien 1995, ISBN 3-7064-0157-6.
- Das Pinguin-Prinzip. Wie Veränderung zum Erfolg führt („Our Iceberg Is Melting“). Droemer, München 2006, ISBN 3-426-27412-4 (zusammen mit Holger Rathgeber).
- Das Prinzip Dringlichkeit. Schnell und konsequent handeln im Management („A Sense of Urgency“). Campus-Verlag, Frankfurt/M. 2009, ISBN 978-3-593-38797-0.
- Überzeugen und Durchsetzen. Macht und Einfluß in Organisationen („Power and Influence“). Campus-Verlag, Frankfurt/M. 1989, ISBN 3-593-33809-2.
- Die ungeschriebenen Gesetze der Sieger. Erfolgsfaktor Firmenkultur („Corporate Culture and Performance“). Econ-Verlag, Düsseldorf 1993, ISBN 3-430-15651-3 (zusammen mit James Heskett)
- Wie Manager richtig führen („What leaders Really Do“). Hanser, München 1999, ISBN 3-446-21266-3.